# Афонсо Гонсалвес Балдаја
Афонсо Гонсалвес Балдаја (порт. Afonso Gonçalves Baldaia) је био португалски морепловац и истраживач у 15. веку. Пловио је у служби Хенрика Морепловца. Рођен је у Порту.
Заједно са Жил Јанешом, водио је експедицију 1435, јужно од Рта Божадор. Балдаја и Јанеш су са два брода стигли до реке коју су назвали Златна река. Нашли су трагове људи и камила. Балдаја је отпловио сам још јужније и сакупио хиљаду крзна фока крзнашица.